# چت ماس
چت ماس یک منطقه وسیع از باتلاق‌های خلاش است که بخشی از شهر سالفورد، ناحیه کلان‌شهری ویگان و ترافورد در منچستر بزرگ، انگلستان را تشکیل می‌دهد. این منطقه همچنین شامل بخش‌هایی از ناحیه کلان‌شهر مستقل سنت هلنز در مرزیساید و وارینگتون در شهرستان چشر می‌باشد. این باتلاق در شمال کانال کشتی‌رانی منچستر و رود مرزی (انگلستان)، در فاصله ۸ کیلومتری (۵ مایلی) غرب منچستر واقع شده و مساحتی حدود ۲۷٫۵ کیلومتر مربع (۱۰٫۶ مایل مربع) را در بر می‌گیرد.
آن‌گونه که امروزه شناخته می‌شود، سن تقریبی چت ماس حدود ۷ هزار سال تخمین زده شده است، اما روند شکل‌گیری پوده (تورب) در این منطقه ظاهراً از پایان آخرین عصر یخبندان، یعنی حدود ۱۰ هزار سال پیش، آغاز شده است. عمق پوده در این ناحیه بین ۷ تا ۹ متر (۲۴ تا ۳۰ فوت) متغیر است. در قرن نوزدهم، حجم قابل‌توجهی از عملیات آبادسازی سرزمین در این منطقه انجام شد، اما هنوز هم برای جلوگیری از بازگشت زمین به حالت باتلاقی، شبکه‌ای گسترده از کانال‌های زهکشی مورد نیاز است. در سال ۱۹۵۸، کارگرانی که در حال استخراج پوده بودند، در بخش شرقی باتلاق، نزدیک وزلی، سالفورد، سر جداشده‌ای را کشف کردند که احتمالاً متعلق به فردی از فرهنگ رومی بریتانیایی بوده و شاید قربانی یک مراسم آیینی بوده باشد.
بخش زیادی از چت ماس اکنون به عنوان زمین کشاورزی درجه‌یک مورد استفاده قرار می‌گیرد، گرچه کشاورزی در این ناحیه رو به کاهش است. در سال ۱۹۸۹، محدوده‌ای به وسعت ۹۲ هکتار (۲۲۸ جریب) از این منطقه، به‌عنوان ذخیره‌گاه علمی با اهمیت ویژه تحت عنوان «مناطق باتلاقی آستلی و بدفورد» به ثبت رسید. این منطقه، همراه با باتلاق‌های نزدیک ریسلی ماس و هولکرافت ماس، همچنین تحت عنوان منطقه ویژه حفاظت اتحادیه اروپا با نام «باتلاق‌های منچستر» شناخته می‌شود.
چت ماس زمانی تهدیدی جدی برای تکمیل خط راه‌آهن لیورپول به منچستر به‌شمار می‌رفت، اما جرج استیونسن، با مشاوره رابرت استنارد، متخصص باتلاق‌های شرق انگلستان، در سال ۱۸۲۹ موفق شد خط راه‌آهن را از این منطقه عبور دهد. راهکار او این بود که مسیر ریل را بر بستری از شاخه‌ها و خلنگ‌های بسته‌شده، که با قیر اندود و با سنگ‌ریزه پوشیده شده بود، «شناور» کند.
آزادراه ام۶۲، که در سال ۱۹۷۶ تکمیل شد، از بخش شمالی باتلاق در نزدیکی ایِرلم عبور می‌کند. همچنین بزرگراه آ ۵۸۰ نیز از این منطقه می‌گذرد و مرز نواحی لی، منچستر بزرگ، لاوتون و آستلی (کلان‌شهر مستقل ویگان) را با وارینگتون، کالچث، گلازبری، کرافت و کنیون تشکیل می‌دهد.

## تاریخچه
چت ماس (Chat Moss) ممکن است نام خود را ازسنت چد، اسقف قرن هفتم میلادی مرسیا، گرفته باشد؛ اما از آنجا که این منطقه زمانی بخشی از یک دریاچه بزرگ با حاشیه‌هایی پر از درخت بوده است ــ که بقایای متعدد چوب در لایه‌های زیرین پوده (تورب) گواه آن است ــ احتمال بیشتری دارد که این نام از واژهٔ سلتیِ "ced" به‌معنای چوب یا جنگل گرفته شده باشد.
همچنین ممکن است نام چت ماس از ترکیب چت (یک نام شخصی در زبان انگلیسی باستان) و ماس (به‌معنای باتلاق) مشتق شده باشد.
این منطقه در اسناد تاریخی سال ۱۲۷۷ با نام کاتموس و در سال ۱۳۲۲ با نام چتموس ثبت شده است. واژهٔ ماس در گویش محلی به معنای باتلاق پوده‌ای (تورب‌زار) است.
دانیل دفو در سال ۱۷۲۴، در مسیر خود از وارینگتون به منچستر، از این منطقه بازدید کرد:
«از اینجا (وارینگتون)، در مسیر به‌سوی منچستر، از میان باتلاق بزرگ یا زمین بایری عبور کردیم که آن را چتموس می‌نامند؛ نخستین نمونه از این نوع زمین که در انگلستان دیدیم…
سطح آن از دور، سیاه و کثیف به‌نظر می‌رسد، و در واقع دیدن آن نیز ترسناک است، چرا که نه اسب و نه انسان را تاب آوردن بر آن نیست، مگر در فصلی بسیار خشک، و حتی در آن زمان نیز به‌گونه‌ای نیست که بتوان از آن عبور کرد یا کسی بر آن سفر کند…
درک این‌که طبیعت با چنین زایش بی‌فایده‌ای چه هدفی داشته، دشوار است؛ چرا که این زمین کاملاً بایر است، مگر برای استفاده مختصر کلبه‌نشینان فقیر به‌عنوان سوخت، که آن هم در مقدار بسیار اندکی مصرف می‌شود.»

— دانیل دفو، از کتاب سفری به سراسر جزیره بریتانیا، تقسیم‌شده به مسیرها یا سفرنامه‌ها، نامه دهم: لانکاشر، وست‌مورلند و کامبریا.

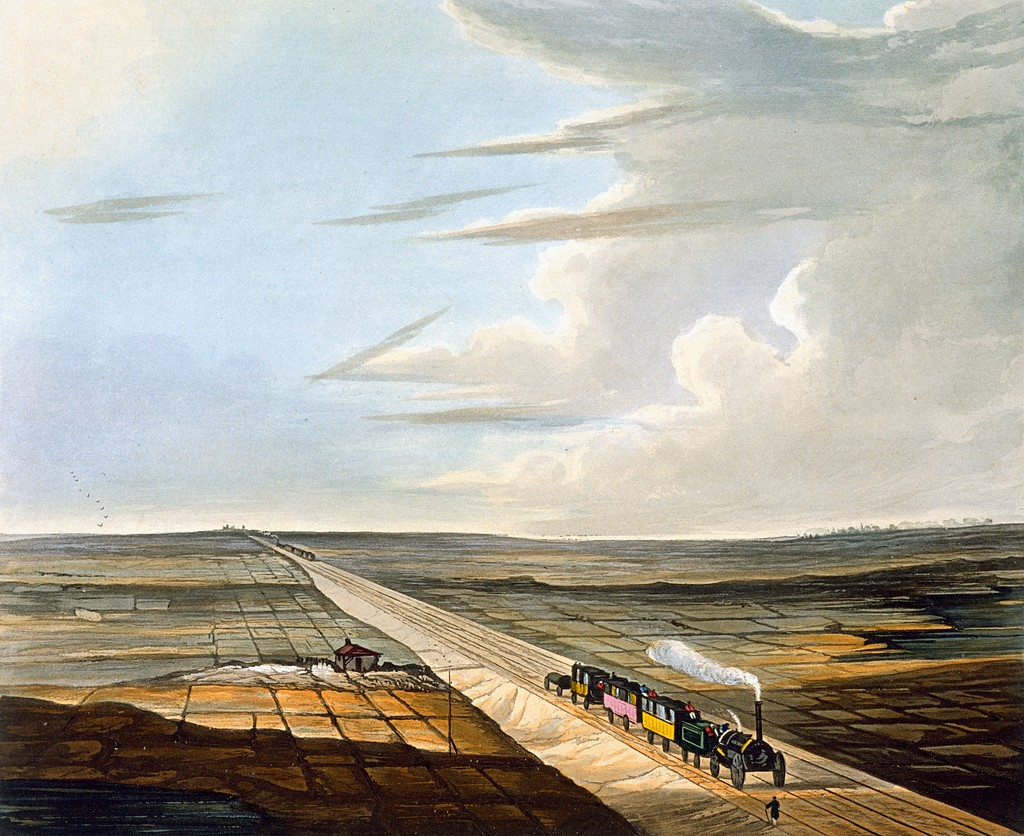
نمایی از راه‌آهن در سراسر چت ماس، ۱۸۳۳

چت ماس در سال ۱۸۲۶ چالشی بزرگ برای مهندسان سازندهٔ راه‌آهن لیورپول به منچستر ایجاد کرد؛ زیرا تأمین یک بستر محکم برای نصب ریل، به‌ویژه در نقطه‌ای موسوم به بلکپول هول، بسیار دشوار بود.
مهندس اصلی این پروژه جورج استیفنسون بود. طرح اولیه او این بود که حجم زیادی از نخاله (خاک و مصالح اضافی) را درون باتلاق بریزند تا به بستر زیرین برسد. اما این روش در عمل ناکارآمد بود؛ چرا که حالت روان و سیال باتلاق باعث می‌شد نخاله‌ها از محل مورد نظر پراکنده شوند و نتوان بر روی آن ریل‌گذاری کرد.
راه‌حل نهایی، ساخت مسیر بر پایه‌ای «شناور» از چوب و سنگ بود؛ اقدامی که به‌عنوان یک «پیروزی بزرگ مهندسی» مورد تحسین قرار گرفت.
نخستین قطار در سال ۱۸۳۰ از چت ماس عبور کرد و این مسیر تا به امروز نیز مورد استفاده قرار دارد.